# Taylor Tomlinson
Taylor Elyse Tomlinson (* 4. listopadu 1993, Orange County) je americká stand-up komička, spisovatelka a televizní moderátorka. Vydala tři stand-up speciály pro Netflix: Quarter-Life Crisis (2020), Look At You (2022) and Have It All (2024). Od 17. ledna 2024 je moderátorkou late-night show CBS After Midnight.

## Životopis

### Mládí a studium
Tomlinson se narodila 4. listopadu 1993 v Orange County v Kalifornii. Spolu se svými třemi mladšími sourozenci vyrůstala ve zbožné křesťanské rodině, což se výrazně projevuje v jejích komediálních výstupech. Její matka zemřela na rakovinu, když bylo Tomlinson osm let. O rok později se otec znovu oženil. Vyrůstala v Temecule v Kalifornii, kde vystudovala střední školu Temecula Valley High School.
Krátce navštěvovala Kalifornskou polytechnickou státní univerzitu v San Luis Obispo, poté přestoupila na komunitní vysokou školu v metropolitní oblasti San Diega, aby byla kvůli své kariéře blíže komediálním klubům. Tomlinsonová poté navštěvovala Kalifornskou státní univerzitu v San Marcosu, než studium přerušila, aby se mohla naplno věnovat své začínající komediální kariéře. Ve svém stand-up speciálu Quarter-Life Crisis uvedla, že byla kdysi zasnoubená, ale před natáčením svého prvního speciálu zasnoubení zrušila.

### Komediální kariéra
Tomlinsonová začala vystupovat v šestnácti letech poté, co ji její otec přihlásil na kurz stand-upu. Vystupovala po kavárnách, ale i v kostelech či školních klubech. V devatenácti letech se rozhodla věnovat se vystupování na plný úvazek.
Tomlinsonová se v roce 2015 stala finalistkou deváté řady soutěže Last Comic Standing televize NBC a časopis Variety ji v roce 2019 na festivalu Just for Laughs označil za jednu z „deseti nejlepších komiků, které je třeba sledovat.“ Vystupovala v pořadech The Tonight Show, Conan a v různých pořadech televize Comedy Central. V roce 2017 připravovala sitcom pro televizi ABC, který byl však po pilotním díle zrušen. V roce 2018 vystoupila s patnáctiminutovým setem v jedné z epizod stand-upového seriálu The Comedy Lineup společnosti Netflix.
V březnu 2020 vyšel Tomlinsonové první stand-up speciál pro Netflix s názvem Quarter-Life Crisis (česky Krize mladého věku). Později téhož roku absolvovala turné s kolegyní komičkou Whitney Cummingsovou v rámci Codependent Tour. Spolu s kolegyněmi Kelsey Cookovou a Delanie Fischerovou se v témže roce podílela na podcastu Self-Helpless. V roce 2021 začala vydávat vlastní podcast s názvem Sad in the City. V prosinci 2021 se umístila na seznamu časopisu Forbes 30 pod 30. Její druhý stand-up speciál pro Netflix, Look At You (česky Podívej se na sebe), byl vydán v březnu 2022. Třetí speciál pro Netflix, Have it All (česky Mít všechno), byl vydán 13. února 2024.
Dne 1. listopadu 2023 bylo oznámeno, že Tomlinsonová bude moderovat pořad After Midnight, oživení bývalé panelové show @midnight na stanici CBS.

## Osobní život
Ve svých stand-upech se zmiňuje o svých zkušenostech s duševními problémy, včetně depresí, panických atak a nočních můr. V pořadu Look at You hovoří o tom, jak jí byla diagnostikována bipolární porucha.
Od března 2020 do února 2022 byla ve vztahu s kolegou komikem Samem Morrilem.
Ve svém speciálu Have It All z roku 2024 Tomlinsonová uvedla, že se „snaží zjistit, jestli jsem bisexuální“ a hovořila o svých zkušenostech z randění se ženami.

## Dílo

### Televizní tvorba
- 2013 - Adam Devine's House Party
- 2020 - Taylor Tomlinson: Krize mladého věku
- 2022 - Taylor Tomlinson: Podívej se na sebe
- 2024 - Taylor Tomlinson: Mít všechno
- 2024 - After Midnight (moderátorka)

### Podcasty
- od 2021 - Sad in the City